# Omonville
Omonville is een gemeente in het Franse departement Seine-Maritime (regio Normandië) en telt 279 inwoners (2005). De plaats maakt deel uit van het arrondissement Dieppe.

## Geografie
De oppervlakte van Omonville bedraagt 2,8 km², de bevolkingsdichtheid is 99,6 inwoners per km².
De onderstaande kaart toont de ligging van Omonville met de belangrijkste infrastructuur en aangrenzende gemeenten.

## Demografie
Onderstaande figuur toont het verloop van het inwonertal (bron: INSEE-tellingen).